# Пэйдж, Грег
Грег Пэйдж (англ. Greg Page, 25 октября 1958, Луисвилл, Кентукки, США — 27 апреля 2009, Луисвилл, Кентукки, США) — американский боксёр-профессионал, выступавший в тяжёлой весовой категории. Чемпион США среди любителей (1977—1978). Чемпион США по версии USBA (1981—1983). Чемпион мира в тяжёлом весе по версии WBA (1984—1985).

## Биография
Родился 25 октября 1958 в городе Луисвилл, штат Кентукки, США.

## Любительская карьера
Грег Пэйдж начал заниматься боксом в 15 лет под руководством Лероя Эмерсона в Луисвилле в тренажерном зале в районе neighborhood.
Он впервые обратил на себя внимание общественности, простояв несколько раундов спарринга с Мохаммедом Али.
В 1976 году между США и СССР проходил любительский чемпионат в супертяжёлом весе в Лас-Вегасе, Пейдж одержал крупную победу, победив Игоря Высоцкого, который дважды побеждал трёхкратного олимпийского чемпиона Теофило Стивенсона.
Пейдж выиграл чемпионат США в тяжёлом весе в 1977 году. В следующем году он повторил свой успех и выиграл Национальный турнир «Золотые перчатки» в тяжёлом весе.
1975 национальные «Золотые перчатки» в супертяжёлом весе, четвертьфиналист, проиграл Джону Тейту.
1976 национальные «Золотые перчатки» в супертяжёлом весе, полуфиналист, проиграл Майклу Докесу.
1976 Ohio State Fair в супертяжёлом весе, победив Марвин Стинсон.
1977 национальные «Золотые перчатки» в супертяжёлом весе, финалист, проиграл Джимми Кларку.
1977 национальная награда AAU в супертяжёлом весе, победил Вуди Кларка, на странице турнира признан выдающимся боксёром.
1978 национальные «Золотые перчатки» в супертяжёлом весе, победил Уильям Осия.
1978 национальная награда AAU в супертяжёлом весе, победил Тони Tubbs.

## Профессиональная карьера
Дебютировал в феврале 1979 года в бою с Доном Мартином, которого нокаутировал во 2 раунде.
Гейдж выиграл первые 9 боёв нокаутом.

#### Бой с Джорджем Чаплином I
В апреле 1980 года встретился с Джорджем Чаплином, которого победил решением большинства судей. Чаплин стал первым боксёром, продержавшимся с Пейджем до конца боя.

#### Бой с Ларри Александром
В мае 1980 года встретился с Ларри Александром. Пейдж победил нокаутом в 6 раунде.

#### Бой за титул чемпиона США
В феврале 1981 года в бою за вакантный титул чемпиона США по версии USBA встретился со Стэном Уордом. Уорд не вышел на 8 раунд, заявив, что он страдает от раздвоения в глазах.
В апреле 1981 года встретился с Марти Монро. После 6 раунда Монро отказался от продолжения боя.

#### Бой с Альфредо Евангелистой
В июне 1981 года встретился с бывшим чемпионом Европы Альфредо Евангелистой. Пейдж победил нокаутом во 2 раунде.

#### Бой с Джорджем Чаплином II
В августе 1981 года во второй раз встретился с Джорджем Чаплином. Пейдж победил раздельным решением судей.
В декабре 1981 года встретился со Скотом Ледой. Пейдж победил нокаутом в 4 раунде.

#### Бой с Джимми Янгом
В мае 1982 года встретился с бывшим претендентом на титул чемпиона мира Джимми Янгом. Янг оказал серьёзное сопротивление Пейджу, но в итоге Пейдж победил единогласным решением судей.

#### Бой с Тревором Бербиком
В июне 1982 года в андеркарте боя Ларри Холмс- Джерри Куни, Пейдж встретился с Тревором Бербиком. Во 2 раунде Пейдж сломал палец правой руки и в итоге проиграл единогласным решением судей.

#### Бой с Джеймсом Тиллисом
В ноябре 1982 года встретился с бывшим претендентом на титул чемпиона мира Джеймсом Тиллисом. Тиллис выигрывал в начале боя, отправив Пейджа в нокдаун во 2 раунде (впервые в его карьере), но он выдохся и инициативу в свои руки взял Пейдж. В 8 раунде он отправил Тиллиса в нокдаун. Тиллис поднялся, Пейдж кинулся его добивать. На ринг выскочил тренер Анджело Данди и остановил бой. Пейдж победил техническим нокаутом в восьмом раунде.

#### Бой с Ларри Фрейзером
В феврале 1983 года встретился с Ларри Фрейзером. Пейдж победил единогласным решением судей.

#### Отборочный бой с Ренальдо Снайпсом
В мае 1983 года в иллюминаторе WBC встретился с Ренальдо Снайпсом. Пейдж победил единогласным решением судей и стал обязательным претендентом на титул чемпиона мира.
Ларри Холмс, утверждая, что ему не доплатили 2,55 млн долларов освободил титул WBC.

#### Чемпионский бой с Тимом Уизерспумом
В марте 1984 года в бою за вакантный титул WBC встретился с Тимом Уизерспуном. Возмущенный гонораром, Пейдж бастовал в тренажерном зале против Дона Кинга и прибыл на бой не в лучшей спортивной форме. Уизерспун, который в прошлом бою спорно проиграл Ларри Холмсу, победил решением большинства судей и выиграл титул WBC.
После этого боя Пейдж уволил своего тренера Лероя Эмерсона.

#### Бой с Дэвидом Бэем
Пейдж вернулся в августе с новым тренером Дженксом Мортоном и встретился с непобежденным Дэвидом Бэем, который занимал 6-е место в рейтинге WBC. Пейдж проиграл единогласным решением судей.

#### Чемпионский бой с Джерри Кутзее
Когда Бэй отказался драться с чемпионом по версии WBA Джерри Кутзее в Сан-Сити, Южная Африка, в связи с апартеидом, Пейдж встретился с Кутзее. Пейдж победил нокаутом в восьмом раунде и выиграл титул WBA. Был спор из-за восьмого раунда: нокаут длился 48 секунд после раунда, и бой должен был закончиться. Хотя лагерь Кутзее протестовал, WBA заявило, что время не влияет на результат, и Пейдж все равно выигрывал по очкам.

#### Бой с Тони Таббсом
29 апреля 1985 года Пейдж проводил свою первую защиту титула против Тони Таббса в Буффало, Нью-Йорке. Таббс победил единогласным решением судей.

## Спад в карьере

#### Бой с Джеймсом Дагласом
В январе 1986 года Пейдж встретился с Джеймсом Бастером Дагласом. Даглас победил единогласным решением судей.

#### Бой с Марком Уилсоном I
В июне 1986 года Пейдж принял участие в турнире на форуме в Инглвуде, Калифорния. Он появился в ужасной форме с избыточным весом, чтобы встретиться Марком Уилсоном в бою из 10 раундов. Пейдж был сброшен на заграждение в 1 раунде, но поднялся. В 6-м раунде Пейдж высунул язык, Уилсон сразу же пробил апперкот. Удар заставил Пейджа прикусить язык, который истекал кровью до конца боя. Пейдж проиграл техническим нокаутом в девятом раунде.

#### Бой с Джерри Халстедом
В ноябре 1986 года встретился с Джери Халстедом. Пейдж победил нокаутом в 8 раунде.

#### Бой с Джеймсом Броадом
В мае 1987 году встретился с бывшим чемпионом Северной Америки Джеймсом Броадом. В 3 раунде Пейдж отправил Броада в нокдаун, но Броад сам отправил Пейджа в нокдаун в 10 раунде. В близком бою победу решением большинства судей одержал Пейдж.

#### Бой с Джо Багнером
но проиграл Джо Багнеру.

#### Бой с Марком Уилсоном II
В мае 1990 года Пейдж встретился в матче-реванше с Уиллсоном в андеркарте боя Пернелл Уитакер-Азумаш Нельсон. Пейдж вышел с рекордно низким весом и казалось, что у него отсутствуют силы. Уилсон победил техническим нокаутом в 6 раунде.

#### Бой с Донованом Раддоком
Пейдж продолжал сражаться, и в феврале 1992 года, встретился с канадским нокаутёром Донованом Раддоком. Раддок возвращался после двух боёв с Майком Тайсоном, и после лишения Тайсона свободы, считался самым опасным тяжеловесом в мире. Пейдж дал Раддоку трудный бой, прежде чем был потрясён серией ударов 8-м раунде, в результате чего рефери остановил бой.

#### Бой с Джеймсом Смитом
После победы над бывшим чемпионом WBA в супертяжёлом весе Джеймс «Костолом» Смит по единогласному решению судей,

#### Бой с Франческо Дамиани
В сентябре 1992 года Пейдж встретился с бывшим чемпионом WBO Франческо Дамиани. В упорном бою Пейдж проиграл с разрывом в два очка на картах всех 3 судей.

#### Бой с Брюсом Селдоном
В августе 1993 года Пейдж встретился с Брюсом Селдоном. Селдон победил техническим нокаутом в 9 раунде. После этого боя Пейдж на 3 года ущёл из бокса.

## Возвращение
Пэйдж вернулся на ринг в мае 1996 года.
В сентябре 2001 года Грэг проводил бой против соотечественника Дэйла Кроу (21-4-0) за титул чемпиона штата Кентукки в тяжёлом весе. Первые девять раундов проходили за преимуществом более опытного Пэйджа, но в 10-м соперник оказался удачливее и отправил его в нокаут чётким ударом левой в челюсть. Было очевидно, что Грэгу требуется медицинская помощь, но её не оказалось. Как оказалось, обязательные по регламенту для турниров такого уровня бригада парамедиков, карета скорой помощи и кислород для дыхания просто отсутствовали. Приезда скорой пришлось ждать долгих 22 минуты. Когда Пэйджа наконец доставили в стационар и провели необходимые исследования, оказалось, что за это время в его мозгу сформировался огромный сгусток крови. Боксёр был экстренно направлен на операцию, но перенёс в ходе неё инсульт, и левая часть его тела осталась парализованной.

## Смерть
Умер 27 апреля 2009 года от последствий травмы, полученной в 2001 году в бою с Дейлом Кроу, после которого неделю находился в коме.

## Интересные факты
- Один из 4 чемпионов мира из Луизианы. Кроме него Марвин Харт, Мохаммед Али, Джимми Эллис.
- В 15 лет Пейдж стоял в спарринге с Мохаммедом Али. Али назвал Пейджа лучшим мальчиком для битья и сказал, что он ударил его так сильно, что это почувствовали его родственники в Африке.
- В бою Грега Пейджа с Тимом Уизерспуном сложилась уникальная ситуация. Дело в том, оба боксёра имели нестандартные для их габаритов руки: Пейдж при росте 188 см имел размах рук 206 см и поэтому работал на дистанции, а Уизерспум имел рост 192 см и размах рук 198 см и поэтому работал на ближней дистанции. Из-за этого на видеозаписи создавалось впечатление, что Пейдж выше ростом, чем Уизерспум.
- Бой Грега Пейджа с Джерри Кутзее имел несколько скандалов до и после события. Сначала специалисты были возмущены тем, что к чемпионскому бою допустили боксёра, проигравшего накануне два боя подряд. Наконец, само содержание схватки на арене «Superbowl» вызывало недоумение. Кутзее после своей победы над Доуксом 435 дней не выходил на ринг, выдержав больше 20 операций на ударной правой руке. Наконец, самого нокаута в том поединке быть не могло, поскольку он состоялся на четвёртой минуте восьмого раунда. Как пишет известный автор в своей книге, «то ли часы сломались, то ли хронометрист был нетрезв, но видеозапись подтверждает, что, когда Кутзее рухнул на пол после заключительного удара Пейджа, с начала раунда прошло 3 минуты 45 секунд».
- Во время подготовки Майка Тайсона к бою с Джеймсом Дагласом, во время одного из спаррингов Пэйдж умудрился послать Тайсона в нокдаун. До этого Тайсон никогда не падал, ни во время боев, ни во время тренировок.
- Грег Пейдж и Тони Таббс встречались семь раз в любителях. Там Пейдж выиграл 6 раз из 7, но в их единственной встрече как профессионалов Таббс победил единогласным решением судей.
- 22 сентября планировался бой Майка Тайсона против Алекса Стюарта. Однако во время спарринга с Пейджем, Тайсон получил глубокое рассечение над правым глазом в результате столкновения головами, которое потребовало 48 стежков. Бой был перенесён на 8 декабря.
- После боя с Тони Таббсом гостиничный номер Пэйджа ограбили, украв его чемпионский пояс и часы за 13 000 долларов. Многие эксперты считают этот печальный день началом заката карьеры боксёра.
- После ухода на пенсию в 1993 году, Пейдж занимался подготовкой боксёров. Он работал с Оливером Макколлом, когда он нокаутировал во втором раунде Леннокса Льюиса, став чемпионом по версии WBC в супертяжёлом весе в Лондоне 24 сентября 1994 года, а также присутствовал на их матче-реванше.

## Результаты боёв
| Бой | Дата | Соперник | Судьи | Место боя | Раундов | Результат | Дополнительно |
| --- | ---- | -------- | ----- | --------- | ------- | --------- | ------------- |
|     |      |          |       |           |         |           |               |
| Бой | Дата | Соперник | Судьи | Место боя | Раундов | Результат | Дополнительно |